# Braque slovaque à poil dur
Le braque slovaque à poil dur est une race de chien originaire de Slovaquie. Il s'agit d'un braque de grande taille, au poil dur de couleur généralement grise, élevé comme chien d'arrêt. C'est un bon chien de rapport qui chasse en plaine, au bois et à l'eau.

## Historique
Le braque slovaque à poil dur est un chien de chasse répandu en ex-URSS.

## Standard

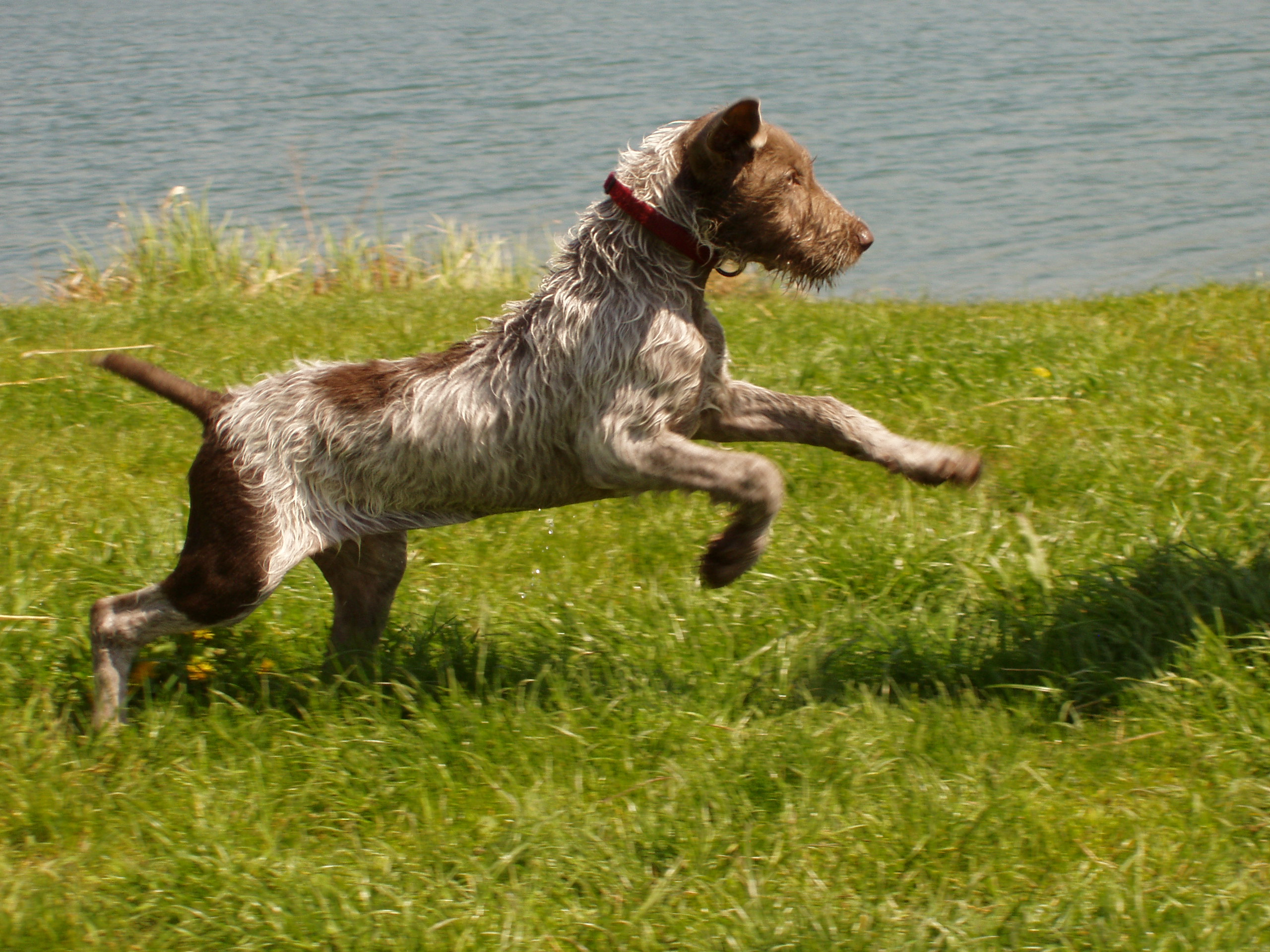
Braque slovaque à poil dur gris et brun.

Le braque slovaque à poil dur est un braque de taille haute, de constitution solide et pas trop lourde. Cette race est sélectionnée pour être un chien de travail, avec de la noblesse dans ses formes. La queue est coupée à mi-longueur lorsque la législation l'y autorise. Elle est attachée plutôt haut, portée tombante au repos et horizontale en action. Les yeux sont en amandes, de couleur ambrée, avec une expression intelligente. Chez les chiots et les jeunes chiens, ils sont de couleur bleue. Les oreilles tombantes sont attachées au-dessus de l’œil, elles sont de forme arrondie et pas trop longues. 
Le sous-poil est constitué d’un duvet court et fin qui tombe en général en été. Le poil de couverture mesure environ 4 cm, il est dur, droit et couché. Sur la partie inférieure du museau, les poils sont plus longs et plus doux et forment une moustache. Au-dessus des yeux, ils sont plus marqués et dressés obliquement. Le front et l’occiput sont couverts de poils courts et durs. Ils sont courts et doux sur les oreilles. La queue est bien garnie de poils, mais pas en brosse. La couleur de base est le « gris » : il s'agit d'un sable ombré de marron. Les marques blanches sont admises à l'extrémité des membres et au poitrail. Des taches plus ou moins grandes et foncées peuvent marquer le gris. Il existe également une robe mouchetée.

## Caractère
Le braque slovaque à poil dur est décrit dans le standard FCI comme facile à dresser et obéissant.

## Utilité
Le braque slovaque à poil dur est sélectionné sur ses caractéristiques de travail, à savoir comme un chien d'arrêt. Il chasse en plaine, au bois et à l’eau. Il travaille surtout après le coup de feu, à la recherche et au rapport du gibier,.